# 本竜野駅

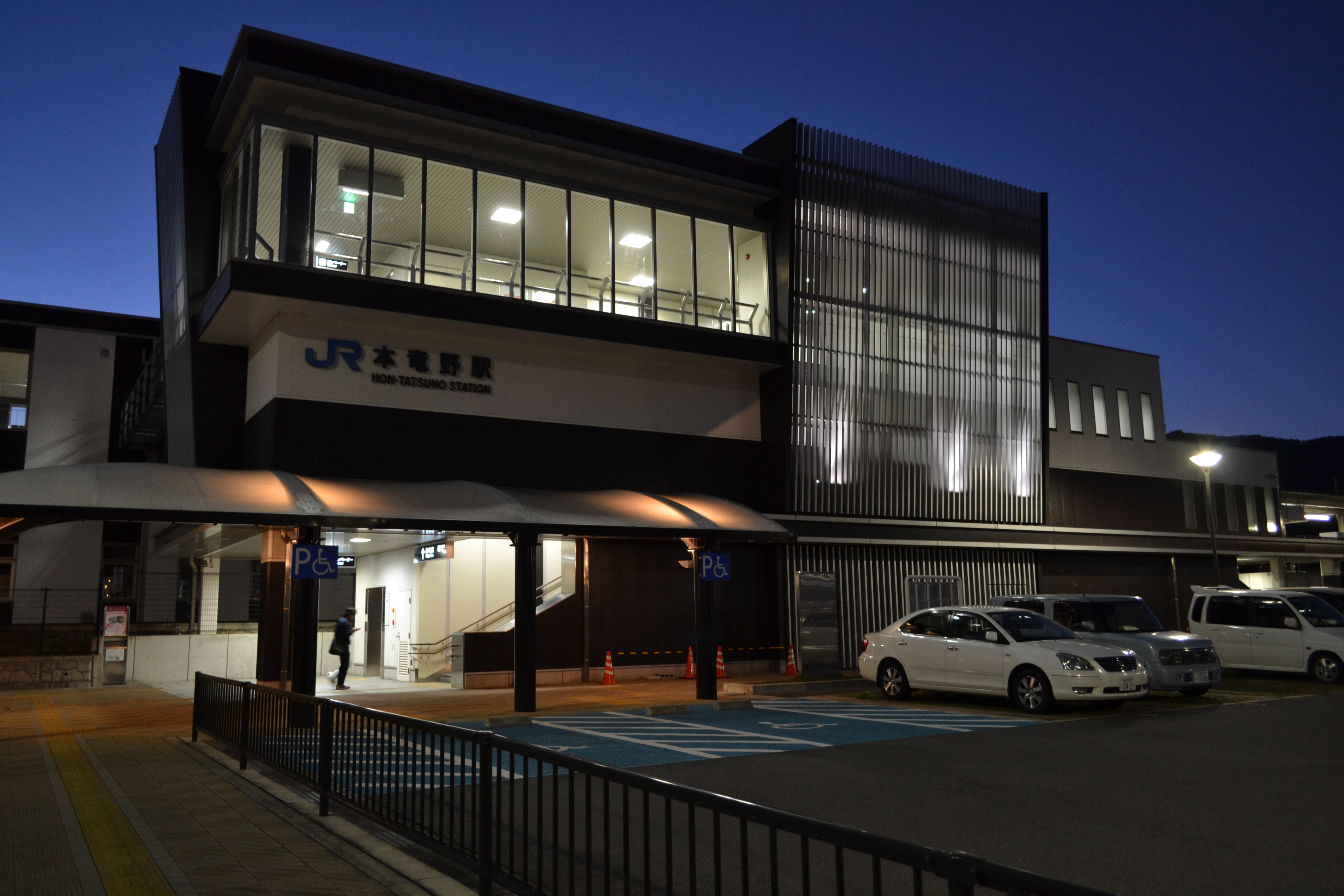
東口（2015年12月）

本竜野駅（ほんたつのえき）は、兵庫県たつの市龍野町中村にある、西日本旅客鉄道（JR西日本）姫新線の駅。

## 概要
たつの市の代表駅である。
以前は姫路方面からの列車の約半数がこの駅で折り返していたが、2010年（平成22年）3月13日ダイヤ改正及び同年10月12日の修正に伴い、全列車が播磨新宮駅・佐用駅発着に変更された。そのため現在は平常時当駅で折返す列車は存在しないが、大雨時などで東觜崎 - 播磨新宮駅間の揖保川が渡れなくなった場合は運転区間を変更し当駅で折返しとなる列車が設定される場合がある。また、1989年の改正までは、姫新線を経由していた急行「みささ」・「みまさか」などの優等列車が運転され、当駅にも停車していた。

## 歴史
- 1931年（昭和6年）12月23日：鉄道省姫津線（当時）余部駅 - 東觜崎駅間の延伸に伴い開業[1]。旅客・貨物取扱開始。駅ホームを連絡する跨線橋には『TAKATORI WORKS 1912 IGR』と鉄道院時代の刻印がされた支柱が使われていた[1]。なお、この支柱は、新駅舎完成後に2番ホームに移設保存されている[1]。
- 1934年（昭和9年）11月28日：姫津西線開業に伴い、姫津線が姫津東線に改称され、当駅もその所属となる。
- 1936年（昭和11年）
  - 4月8日：姫路駅 - 東津山駅間が全通したため姫津東線が姫津線の一部となり、当駅もその所属となる。
  - 10月10日：姫津線が姫新線の一部となり、当駅もその所属となる。
- 1984年（昭和59年）2月1日：貨物取扱廃止[3]
- 1985年（昭和60年）3月14日：荷物扱い廃止[3]。
- 1987年（昭和62年）4月1日：国鉄分割民営化に伴い、西日本旅客鉄道（JR西日本）の駅となる[3]。
- 2009年（平成21年）3月28日：初代駅舎使用終了、仮駅舎に営業移転。4月から初代駅舎解体。
- 2010年（平成22年）3月13日：2代目橋上駅舎使用開始[4][5]。
- 2016年（平成28年）
  - 1月12日：ICカード専用簡易改札機設置。
  - 3月26日：ICカード「ICOCA」の利用が可能となる。
  - 7月21日：改札内コンコースの自販機がcuricoへ更新される。
- 2017年（平成29年）6月1日：ジェイアール西日本交通サービス（現・JR西日本交通サービス）が受託する業務委託駅となる。
- 2024年（令和6年）
  - 11月11日：みどりの券売機プラスを導入[6]。
  - 11月30日：みどりの窓口の営業を終了[6]。
  - 12月1日：終日無人化[6]。

## 駅構造

### ホーム
相対式ホーム2面2線を有し、列車交換可能な橋上駅。2009年3月まで使われた初代駅舎の頃は地上駅で単式・島式ホーム2面3線であったが、駅舎から遠い東側の1線は撤去された。
それぞれのホームには階段または改札内外共用の2機のエレベーターを利用して行き来する。
| のりば | 路線   | 方向 | 行先     |
| ------ | ------ | ---- | -------- |
| 1      | 姫新線 | 下り | 佐用方面 |
| 2      | 姫新線 | 上り | 姫路方面 |

### コンコース
みどりの券売機プラスが設置されている。
改札口にはICカード専用簡易自動改札機が入・出場用がそれぞれ2セット設置されている。
両ホームは跨線橋で連絡している。
駅の西口にはバリアフリー対応多機能トイレが設置されており観光案内所と地域交流施設が入居している。駅の東口には有料駐車場と無料の駐輪場が設置してあり、開発された住宅地が広がっている。

### 旧駅舎
初代駅舎は、1931年（昭和6年）の開業以来の木造駅舎で、面積は約136㎡であった。駅ホームを連絡する跨線橋には鉄道院時代の刻印がされた支柱が使われていた。
駅橋上化工事のため2009年1月にホーム上にあった1941年竣工の旅客上屋を撤去し、新しい駅舎が出来るまでは駅北側に設置された仮設駅舎に役目を託し、2009年4月から解体撤去された。
橋上駅舎が2010年2月に完成し、同年3月13日より使用開始された。新駅舎は総工費約11億円で、地元のたつの市が殆どを負担した。面積は約700㎡ある
。

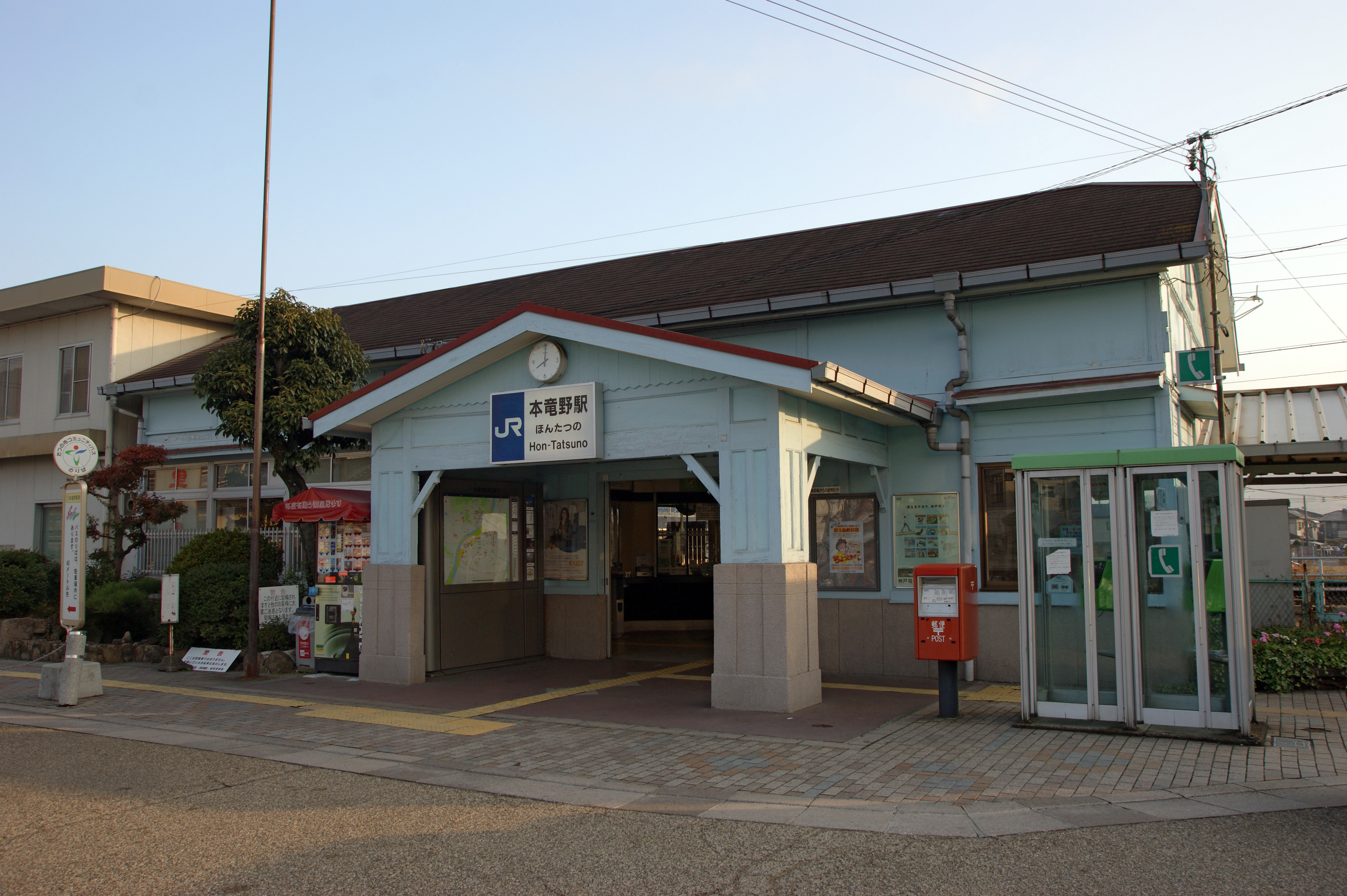
旧駅舎（2008年11月）
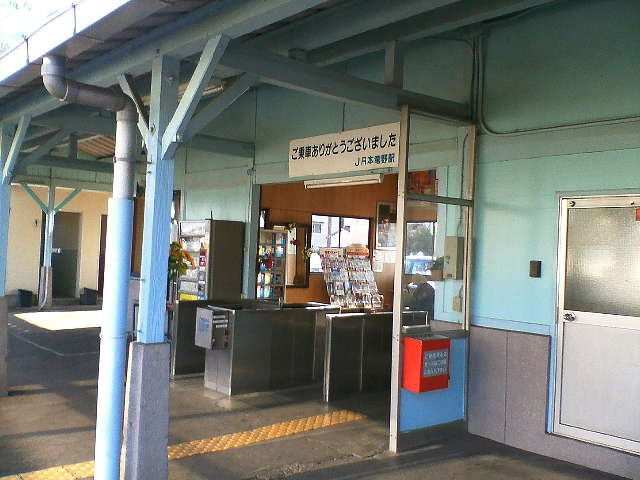
旧駅舎改札口（2008年10月）
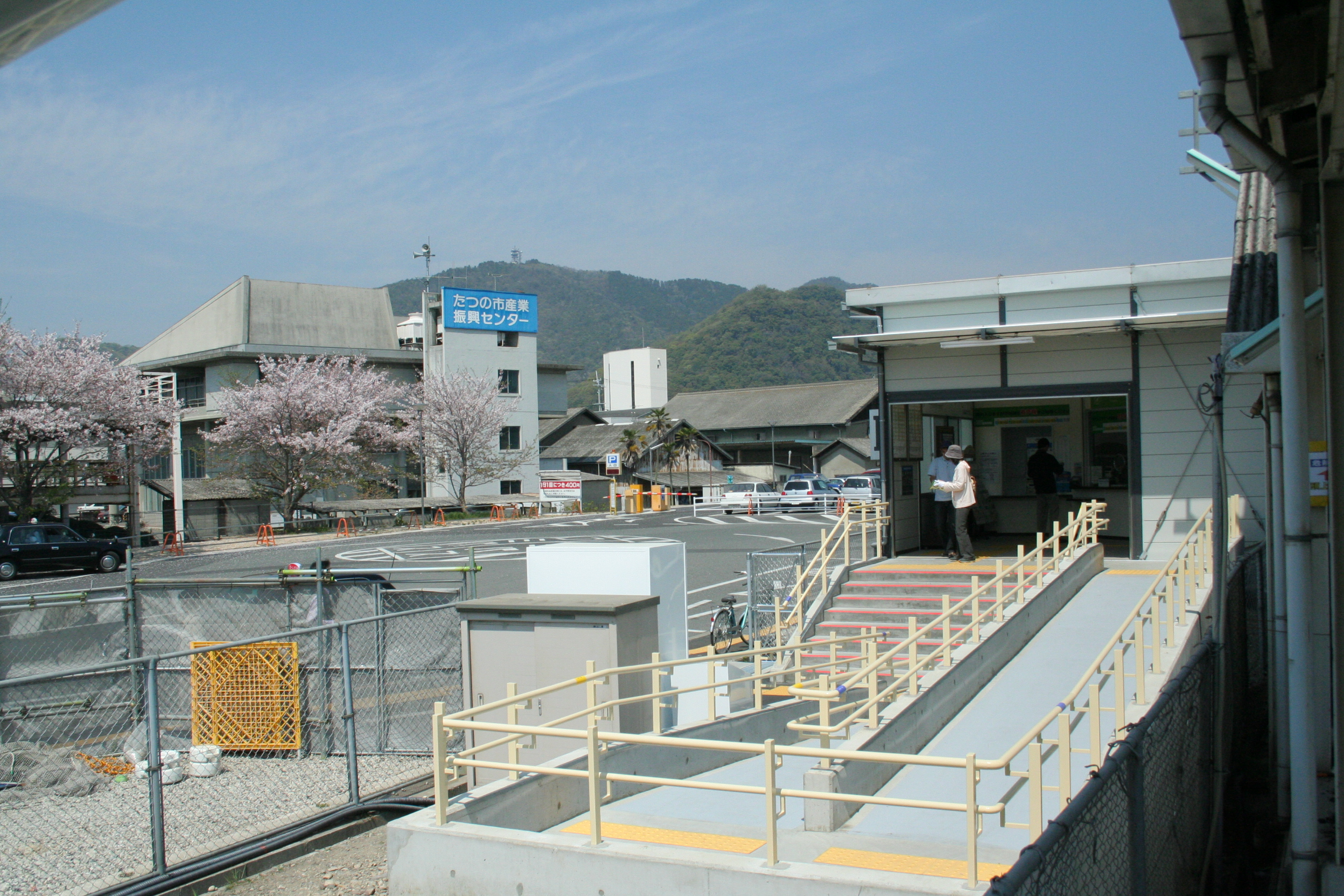
仮設駅舎（2009年4月）

## 利用状況
2023年（令和5年）度の1日平均乗車人員は1,984人である。
近年の1日平均乗車人員の推移は以下の通り。直近15年間ではそれ程差が無いものの、乗車客数は年々やや減少傾向にあったが、高速化工事や沿線イベント開催等で徐々に持ち直している。
| 年度   | 1日平均 乗車人員 |
| ------ | ---------------- |
| 1995年 | 1,939            |
| 1996年 | 1,917            |
| 1997年 | 1,807            |
| 1998年 | 1,700            |
| 1999年 | 1,622            |
| 2000年 | 1,621            |
| 2001年 | 1,556            |
| 2002年 | 1,576            |
| 2003年 | 1,582            |
| 2004年 | 1,556            |
| 2005年 | 1,546            |
| 2006年 | 1,517            |
| 2007年 | 1,477            |
| 2008年 | 1,502            |
| 2009年 | 1,427            |
| 2010年 | 1,545            |
| 2011年 | 1,663            |
| 2012年 | 1,689            |
| 2013年 | 1,776            |
| 2014年 | 1,762            |
| 2015年 | 1,838            |
| 2016年 | 1,873            |
| 2017年 | 1,922            |
| 2018年 | 1,967            |
| 2019年 | 1,945            |
| 2020年 | 1,548            |
| 2021年 | 1,662            |
| 2022年 | 1,874            |
| 2023年 | 1,984            |

## 駅周辺
龍野は「播磨の小京都」とも呼ばれ、古い町並みが続いている。こうした街並みの広がる川西地区（昭和23年合併前の旧龍野町域）は当駅から徒歩で15-20分程度の距離にあり、当駅が所在するのは川東地区（昭和23年合併前の小宅村域）である。
- 龍野城
- 龍野公園
  - 野見宿禰神社
- たつの市立歴史文化資料館
- ヒガシマル醤油本社
  - うすくち龍野醤油資料館[1]
  - うすくち龍野醤油資料館別館
- 霞城館・矢野勘治記念館
- 揖保川
- 本龍野駅前郵便局
- 三井住友銀行龍野支店・姫路法人営業部（龍野法人営業所） - たつの市指定金融機関
- みなと銀行龍野支店
- トマト銀行龍野支店
- 兵庫県信用組合龍野支店
- 兵庫西農業協同組合（JA兵庫西）龍野誉田支店
- 兵庫県手延素麺協同組合本部
- セイバン本社

### バス路線
- たつの市コミュニティバス（平日・土曜のみ運転）
  - 播磨新宮駅・しんぐう総合センター 行
  - 竜野駅・市民病院・新舞子 行

## 隣の駅
西日本旅客鉄道（JR西日本）
 姫新線
太市駅 - 本竜野駅 - 東觜崎駅